# Барбискио
Барбискио (итал. Barbischio) је насеље у Италији у округу Сијена, региону Тоскана.
Према процени из 2011. у насељу је живело 32 становника. Насеље се налази на надморској висини од 449 м.